# Bleecker & MacDougal
Bleecker & MacDougal è il secondo album di Fred Neil, pubblicato dalla Elektra Records nel 1965.
I brani del disco furono registrati al Mastertone Recording Studios di New York City, New York (Stati Uniti).

## Tracce
Brani composti e arrangiati da Fred Neil, eccetto dove indicato
Lato A
1. Bleecker & MacDougal – 2:14
2. Blues on the Ceiling – 2:22
3. Sweet Mama – 2:40
4. Little Bit of Rain – 2:21
5. Country Boy – 2:26
6. Other Side to This Life – 2:54
7. Mississippi Train – 2:16

Durata totale: 17:13
Lato B
1. Travelin' Shoes – 2:15
2. The Water Is Wide – 4:16 (Tradizionale, arrangiamento di Fred Neil)
3. Yonder Comes the Blues – 1:51
4. Candy Man – 2:28 (Beverly Ruby Ross, Fred Neil)
5. Handful of Gimme – 2:15
6. Gone Again – 3:15

Durata totale: 16:20

## Musicisti
- Fred Neil - chitarra, voce
- Pete Childs - seconda chitarra, dobro
- John Sebastian - armonica
- Felix Pappalardi - basso
- Douglas Hatlelid - basso

Note aggiuntive
- Paul A. Rothchild - produttore
- Jac Holzman - supervisore alla produzione
- Bob Gibson - assistente alla produzione
- Staff Mastertone Studios - ingegneri del suono[2]